# Хайбутовская
Хайбутовская — деревня в Вельском районе Архангельской области. Входит в состав Муниципального образования «Благовещенское».

## География
Деревня расположена в 60,8 километрах на север от города Вельска, на правом берегу реки Устья притока Ваги. Ближайшие населённые пункты: на востоке деревни Большая Аншуковская и Малая Аншуковская, на западе, на левом берегу реки Устья расположено село Благовещенское, являющееся административным центром муниципального образования.
Часовой пояс
Хайбутовская, как и вся Архангельская область, находится в часовой зоне МСК (московское время). Смещение применяемого времени относительно UTC составляет +3:00.

## Население
| 2002 | 2010 | 2012 | 2014 |
| ---- | ---- | ---- | ---- |
| 24   | ↘16  | →16  | ↗19  |

## История
Указана в «Списке населённых мест по сведениям 1859 года» в составе Шенкурского уезда Архангельской губернии под номером «2175» как «Хайбутовская». Насчитывала 15 дворов, 46 жителей мужского пола и 61 женского.
В «Списке населенных мест Архангельской губернии на 1 мая 1922 года» в деревне уже 21 двор, 80 мужчин и 82 женщины..